# 129
129（一百二十九）是128与130之间的自然数。

## 在數學
- 第97個合數，正因數有1、3、43和129。前一個為128、下一個為130。
質因數分解為{\displaystyle 3\times 43}。
- 第98個虧數，真因數和為47，虧度為82。前一個為128、下一個為130。
- 第88個不尋常數，大於平方根的質因數為43。前一個為127、下一個為130。
- 第43個半質數。前一個為123、下一個為133。
- 第79個無平方數因數的數。前一個為127、下一個為130。
- 第55個十进制的等數位數。前一個為127、下一個為131。
- 最小可以用4種方法表達成3個平方數之和的數：
  - {\displaystyle 11^{2}+2^{2}+2^{2}}
  - {\displaystyle 10^{2}+5^{2}+2^{2}}
  - {\displaystyle 8^{2}+8^{2}+1^{2}}
  - {\displaystyle 8^{2}+7^{2}+4^{2}}
- 首10個質數之和：2+3+5+7+11+13+17+19+23+29
- 首2個7次方的和：{\displaystyle 1^{7}+2^{7}}

### 在趣味數學
- {\displaystyle {{{{4}^{3}}\times {2}}+{1}}=129}
- {\displaystyle {{\left({{\sqrt {4}}+{{4}^{4}}}\right)}\div {\sqrt {4}}}=129}
- 129在六進位中是純位數：129(10)=333(6)。

## 在交通
- LZ 129興登堡號飛船
- 國道129號（日本）
- 縣道129號（臺中市）
- 空中客车129号班机空难：1994年6月30日，一架A330在試飛時墜毀。
- 中国国际航空129号班机空难：2002年4月15日發生在韓國釜山的空難。
- 129公里站：天津市的一個鐵路車站。
- T129/130次列车

## 在軍事
- Hs 129攻擊機
- 国民革命军第十八集团军第129师

## 在其他領域
- 129年
- 前129年
- 一二·九运动：1935年12月9日在中國發生的學生愛國運動。
- NGC 129：仙后座的一個疏散星團。
- 保健福祉部的綜合熱線電話。